# 豊崎愛生の超ラジ!Girls
『Voice of A&G Digital 豊崎愛生の超ラジ!Girls』（とよさきあきのちょうラジガールズ）は、2008年4月7日から同年9月29日まで超!A&G+「超ラジ!Girls」枠内で放送された文化放送制作のラジオ番組。メインパーソナリティは豊崎愛生。

## 放送概要
メインパーソナリティ
豊崎愛生
放送日
2008年4月7日 - 9月29日
放送時間
月曜日 17:00 - 18:00（リピート放送：月曜日：23:30 - 24:30、火曜日：7:00 - 8:00、13:30 - 14:30）

## 特徴
- 番組の挨拶は「皆様、ヘロ〜」、「皆様、ほっこり〜」など独自のものを使用（「ちょら〜っす」や「がーッス!!」の使用はほぼ無かった）。
- 番組内で流される曲は、パーソナリティの好みにより、1970年代から1980年代の楽曲、ロックやフォークソングなど。
- 超ラジ!Girlsのパーソナリティ（計6名）の中で唯一、誕生日のお祝いを経験していない。

## コーナー
J1グランプリ2008
「徳島の親善大使」を自称する豊崎が、徳島県を代表して全国の都道府県とお国自慢対決を繰り広げる。徳島に敗れた都道府県は、番組で用意した白地図上でスダチ色に塗られる。対戦結果は、徳島県の19勝27敗。塗りつぶされた地図は、豊崎曰く「しましまになりました」。
資格ゲッター愛生
資格や免許の類を持たない豊崎が、実際に原付運転免許などの資格取得に挑む。
原付免許は合格したが、日本語検定2級は不合格だった。次に四国鉄道ぽっぽや検定 の合格を目指し挑戦したが、最終回までに試験結果が届かなかった。終盤はインターネット検定に挑戦した。
この他、8月25日放送分では、同じ月曜日放送の『喜多村英梨の超ラジ!』との合同企画で、喜多村英梨と一緒に『奈々様検定』に挑戦した。結果は、両者とも10問中3問正解で不合格だった。
愛生の愛が生まれた日
「もしかして相手は自分に気があるのでは?」と感じたシチュエーションを紹介する、リスナー投稿コーナー。
コーナー名は文字通り、豊崎愛生と豊崎自身の好きな曲『愛が生まれた日』を掛け合わせたもの。

## 公開放送
2008年8月11日に、豊崎と同じミュージックレイン所属の高垣彩陽をゲストに招いて、文化放送サテライトプラスより公開生放送を行った。資格ゲッターコーナーを休止し、「駄菓子でもいかがですか?」コーナーを放送。説明書きを見ずにねるねるねるねを作った高垣が、作り方を誤る一幕があった。

## 関連番組
豊崎愛生の超ラジ!Girls 夏のあきまつり
2008年8月2日から8月30日まで『A&G 超RADIO SHOW〜アニスパ!〜』内で放送された箱番組。豊崎が「体験入学」と称して、『伊藤かな恵の超ラジ!Girls』の「超ラジ! Boys style Club」など、他の曜日の超ラジ!Girlsのパーソナリティ挑戦企画に挑んだ。豊崎が『アニスパ!』内の箱番組に出演するのは『ぷちどっとあい・豊崎愛生の冬のあきまつり』以来で、タイトルもここから由来している。
本来は全4回の放送予定だったが、北京オリンピック開催の影響により休止が続き、最終的に『アニスパ!』内では3回分しか放送出来なかった。そのため未放送となった残り1回分は、第23回（2008年9月8日）の番組内にて放送された。

## ゲスト
- 第19回（2008年8月11日） - 高垣彩陽
- 第22回（2008年9月1日） - 戸松遥
- 第24回（2008年9月15日） - 寿美菜子
  - ゲスト3名は豊崎と同じミュージックレイン所属の声優（ミュージックレインgirls、後のスフィアメンバー）。